# Bräntskalsflyarna (Hotagens socken, Jämtland, 712077-143265)
Bräntskalsflyarna är en sjö i Krokoms kommun i Jämtland och ingår i Ångermanälvens huvudavrinningsområde. Bräntskalsflyarna ligger i Gråberget-Hotagsfjällen Natura 2000-område.